# Ahmad Suradji
Ahmad Suradji (1951 - 10 de julho de 2008) foi um assassino em série indonésio, conhecido por Nasib Kelewang ou por seu apelido Datuk.
Suradji admitiu ter assassinado 42 mulheres num período de 11 anos. Suas vítimas estavam entre os 11 e os 30 anos e eram estranguladas para fazer parte de um ritual. Suradji foi preso em 2 de maio de 1997, após os restos de suas vítimas serem achados perto de sua casa na periferia de Medan, a capital de Sumatra do Norte. Acumulou suas vítimas numa plantação de açúcar perto de sua casa, ainda que suas cabeças ainda estivessem em seu apartamento, já que Suradji tinha a crença que lhe concedia poder.
Em suas confissões, explicou à polícia que teve um sonho em 1988 em que o fantasma de seu pai lhe ordenou assassinar a 70 mulheres e se engolir sua saliva, com o fim de se converter num "dukan", ou curador místico. O bruxo era reverenciado pelos habitantes locais, que achavam que tinha poderes paranormais e frequentemente procuravam-no para obter conselhos médicos e espirituais. Muitas mulheres contratavam-no para que lançasse feitiços que assegurassem a fidelidade de seus esposos e noivos. Os vizinhos disseram que muitas mulheres procuravam a ajuda do bruxo achando que fá-las-ia ricas, mais saudáveis e sexualmente mais atraentes para os homens.
Também foram presas suas três esposas, cúmplices dos assassinatos, que ajudaram a esconder os corpos. A maior das três esposas, Tumini, foi indiciada como cúmplice de ditos crimes enquanto as outras duas foram postas em liberdade. O julgamento começou em 11 de dezembro de 1997, com um sumário de 363 páginas e, ainda que Suradji mantivesse sua inocência até o final, foi considerado culpado em 27 de abril de 1998 e sentenciado a ele e a sua mulher a morrer fuzilado, uma pena que se aplicou em 10 de julho de 2008.